# Gian Paolo Gamerra
Gian Paolo Gamerra (Torino, 2 luglio 1907 – Stagno, 9 settembre 1943) è stato un militare italiano insignito della medaglia d'oro al valor militare alla memoria nel corso della seconda guerra mondiale.

## Biografia
Nacque a Torino il 2 luglio 1907, figlio di Emilio, generale d’artiglieria, e di Enrichetta Guibert.  Arruolatosi nel Regio Esercito, dopo aver prestato servizio di prima nomina come sottotenente di complemento dell'arma di artiglieria in forza al 28º Reggimento artiglieria da campagna, il 15 ottobre 1927 entrò in qualità di allievo presso la Regia Accademia di Artiglieria e Genio di Torino uscendone con il grado di sottotenente in servizio permanente effettivo due anni dopo. Destinato al 5º Reggimento artiglieria campale al termine del corso d'applicazione d’'arma, fu promosso tenente, e per qualche tempo fu in servizio al gruppo scuola del 13º Reggimento artiglieria a Civitavecchia. Trasferito nell’agosto 1936 all'Accademia militare di Torino come insegnante, vi rimase anche da capitano fino al 10 giugno 1940 quando, con il 5º Reggimento di artiglieria "Superga",, partecipò alle operazioni di guerra sul fronte occidentale. Per le doti dimostrate durante l'attacco alla Francia venne decorato di Croce di guerra al valor militare. Promosso maggiore dal 1º gennaio 1942, comandò il III gruppo da 75/13 col quale, aggregato al 4º Reggimento artiglieria della 15ª Divisione fanteria "Bergamo", partecipò alle operazioni nei Balcani fino al giugno dello stesso anno. Rientrato al 5º Reggimento artiglieria "Superga", assumeva il comando del IV Gruppo da 100/17.
Alla data dell'armistizio dell'8 settembre 1943 prestava servizio con il grado di maggiore al comando del IV Gruppo da 100/17 TM assegnato inizialmente alla 184ª Divisione paracadutisti "Nembo" e passato in seguito alla dipendenza del comando del 156º Reggimento artiglieria "Vicenza", che nei primi giorni del mese di settembre era stato dislocato nei pressi di Pisa.
La notizia della proclamazione dell'armistizio venne appresa dalla radio verso le ore 22 del giorno otto dal comando di zona di Pisa e subito arrivò l'ordine di tenersi pronti a compiere eventuali spostamenti a partire dal giorno successivo. Alle ore 8:00 del 9 settembre il generale Ferreri ordinò lo spostamento delle tre batterie in assetto di guerra in località Stagno da effettuarsi entro le ore 14 e posizionate in maniera tale da potere battere il porto di Livorno e contemporaneamente sostenere le batterie costiere che nella notte erano state attaccate improvvisamente da forti contingenti tedeschi.
Partita da Barbaricina con due batterie, dopo essersi ricongiunta con la terza la colonna italiana giunse all'altezza del 14º km partendo da Pisa nelle vicinanze di Stagno quando la sua macchina che precedeva la colonna fu fermata da una pattuglia tedesca che bloccava la strada sostenuta da due carri armati posizionati ai lati della via. Fatta passare la 12ª batteria per una stradetta parallela alla Via Aurelia per farle raggiungere la zona prefissata, iniziava una seconda manovra per accodare la 10ª batteria alla 12ª. Mentre sembrava che la manovra di sganciamento potesse riuscire, improvvisamente il Comandante del gruppo tedesco richiese la consegna delle armi pesanti e degli automezzi.
Opposto un fermo rifiuto si preparò a reagire energicamente quando i tedeschi, a tradimento aprirono il fuoco da un'altra direzione con i cannoni e le mitragliatrici di numerosi carri armati. Organizzata in qualche modo la difesa, le mitragliatrici italiane risposero al fuoco causando perdite tra i tedeschi mentre i cannoni della 10ª batteria riuscirono a sparare alcuni colpi. Investita da un fuoco violento che vide l'uso di proiettili incendiari, la colonna italiana fu subito in gravi difficoltà. Incitati i suoi uomini alla lotta prese il posto a una mitragliatrice il cui artigliere era caduto ma fu mortalmente colpito a sua volta. Il capitano Alfieri Roussel preso il comando dei superstiti ma colpito alle gambe e investito dalle fiamme di un autocarro incendiato morì bruciato vivo. Al termine del combattimento rimasero uccisi nove soldati italiani; ci fu inoltre una quarantina di feriti fra i quali alcuni gravissimi. Anche i tedeschi subirono gravi perdite e non poterono portare a termine il loro piano per la cattura del porto di Livorno in quanto i superstiti delle batterie riuscirono a sganciarsi e a evitare la cattura.
I caduti italiani furono sepolti qualche tempo dopo nel cimitero di Riglione ma quando le truppe tedesche abbandonarono la zona fecero saltare le tombe con la dinamite in segno di sfregio. Dopo la morte del maggiore Gamerra, la moglie Anna Maria Menicati Gamerra,  presidente della sezione livornese della Croce Rossa Italiana, decise di entrare nel movimento di resistenza.
Fu insignito della medaglia d'oro al valor militare alla memoria. Un monumento in bronzo fu posto all'esterno del cimitero di Riglione (Pisa) per onorare la memoria dei nove soldati italiani caduti quel giorno; inoltre una caserma, una via di Pisa, una di Livorno (nella zona del cosiddetto parco commerciale di via di Levante), la succursale di una scuola statale secondaria di primo grado di Livorno e una scuola secondaria di primo grado di Riglione portano il suo nome. Il monumento di Riglione, oggetto di un furto e un atto vandalico nel 2012 e 2014, è stato ripristinato nel 2017.

### Annotazioni
1. ↑  La 10ª e la 11ª Batteria con il Comando del Gruppo Tattico si trovavano a Barbaricina, mentre la 12ª Batteria era posizionata a Riglione sulla riva dell’Arno insieme al Reparto Comando e ai magazzini.
2. ↑  Comandante della zona militare della Toscana.
3. ↑  In più ai margini della pineta erano nascosti numerosi carri armati tedeschi.
4. ↑  Nato a Torino nel 1911, veterano della campagna dell'Africa settentrionale, decorato con medaglia d'argento e medaglia di bronzo al valor militare.
5. ↑  Oltre ai due ufficiali in quel combattimento caddero anche il sottotenente Alfredo Cappelli (nato a Roma, 1919), il sergente Manlio Severin (nato a Torino, 1914), i caporali Angelo Vigo (nato a Miradolo, 1920) e Rinaldo De Matteis (nato a Borgone Susa, 1920), gli artiglieri Bruno Zanardo (nato a Vigevano, 1921), Gino Milan (nato a Portogruaro, 1921) e Salvatore Terranova (nato a Modica, 1917).
6. ↑  Dopo la fine della seconda guerra mondiale fu candidata alle elezioni del 1946 nelle file del Partito Nazionale Monarchico.

### Fonti
1. 1 2 3 4  Torsiello 1963, p. 254.
2. ↑  Gruppo Medaglie d'Oro al Valore Militare 1965, p. 290.
3. 1 2 3 4 5  Combattenti Liberazione.
4. 1 2 3 4  Noce 2004, p. 87.
5. 1 2 3 4  Vanni 1972, p. 77.
6. 1 2 3 4  Ritrovato il bronzo di Gamerra, Pisa La Nazione, 21 febbraio 2008, pag.IV.
7. ↑  Luis Piazzano, Leghorn: decimo porto, De Batte Ed., Livorno 1979, pag. 12 e segg., pag. 30, pag. 82
8. ↑  https://www.pisatoday.it/cronaca/inaugurazione-statua-maggiore-gian-paolo-gamerra-pisa-28-ottobre-2017.html
9. ↑  https://www.quinewspisa.it/a-riglione-ricorda-il-sacrificio-di-gamerra-la-statua-rubata-e-ritrovata.htm
10. ↑  Registrato alla Corte dei Conti lì 27 novembre 1944, guerra, registro 8, foglio 155.